# Believe (álbum de Cher)
Believe es el vigésimo segundo álbum de estudio de la cantante y actriz estadounidense Cher. Fue lanzado el 22 de octubre de 1998 bajo los sellos WEA y Warner Bros. Records. Tras el bajo rendimiento comercial de su anterior álbum, It's a Man's World (1995), la discográfica sugirió a Cher grabar un disco con un enfoque más orientado al dance, buscando atraer a un público más amplio. La artista comenzó a trabajar en el álbum en la primavera de 1998 junto a los productores británicos Mark Taylor y Brian Rawling en los estudios Dreamhouse de Londres. El álbum fue dedicado a su exesposo, Sonny Bono, quien había fallecido a principios de ese año.
Believe marca un cambio radical en su trayectoria musical, alejándose de sus anteriores trabajos y adoptando un estilo basado en el eurodisco. Las letras exploran temas como la libertad, el individualismo y las relaciones personales. Este álbum también incorporó tecnologías innovadoras de la época, como el Auto-Tune, que más tarde sería conocido como el «efecto Cher». Al momento de su lanzamiento, recibió críticas mixtas. Por un lado, se elogió la interpretación vocal de Cher, pero por otro, algunos señalaron un uso excesivo de Auto-Tune y cuestionaron la producción en general. En el año 2000, Believe fue nominado al Grammy como «Mejor Álbum Vocal Pop».
En términos comerciales, Believe fue un éxito rotundo, alcanzando el cuarto lugar en el Billboard 200 y obteniendo la certificación de cuádruple platino por la RIAA, con cuatro millones de copias distribuidas en los Estados Unidos. Además, el álbum lideró las listas de Austria, Canadá, Dinamarca, Alemania, Grecia, Nueva Zelanda, Portugal y Quebec, y se ubicó entre los diez primeros en países como Francia, España, el Reino Unido y varios otros territorios internacionales.
Del álbum se lanzaron cuatro sencillos. El primero, «Believe», se convirtió en uno de los sencillos más vendidos de todos los tiempos, encabezando las listas en 21 países y vendiendo más de 11 millones de copias a nivel mundial. El segundo sencillo, «Strong Enough», alcanzó el número 57 en los EE. UU. y el número 5 en el Reino Unido. «All or Nothing» y «Dov'è l'amore» fueron los siguientes sencillos, ambos con un éxito moderado. Para promocionar el álbum, Cher se embarcó en su cuarta gira de conciertos, Do You Believe?, la cual fue una de las más exitosas en términos de recaudación para una artista femenina en ese momento. Para conmemorar el vigésimo quinto aniversario del álbum, el 3 de noviembre de 2023 se lanzó una edición de lujo.

## Antecedentes
Después del mal recibido álbum anterior de Cher, It's a Man's World (1995), el jefe de Warner Music UK, Rob Dickins, sugirió que Cher grabara un álbum de música dance que pudiera atraer a su audiencia gay. Cher expresó que ya no estaba interesada en la música dance porque pensaba que no era un género con «canciones reales», dejando a Dickins con la tarea de convencerla de lo contrario. En la oficina de Warner en Londres, Dickins se encontró con el compositor Brian Higgins, a quien se le pidió que presentara canciones para un álbum de Cher. Tres días después, llegó una cinta con dieciséis canciones de Higgins. «Me recosté en mi cama, puse la cinta y escuché cada canción. La novena canción era 'Believe'. Pensé: 'Cher podría hacer este coro, especialmente la letra, con su vida privada tal como es. Ella ha pasado por todas estas cosas», dijo Dickins. Cuando Dickins pidió al compositor que completara «Believe», el resultado fue una canción «terrible» que aún necesitaba mucho trabajo.

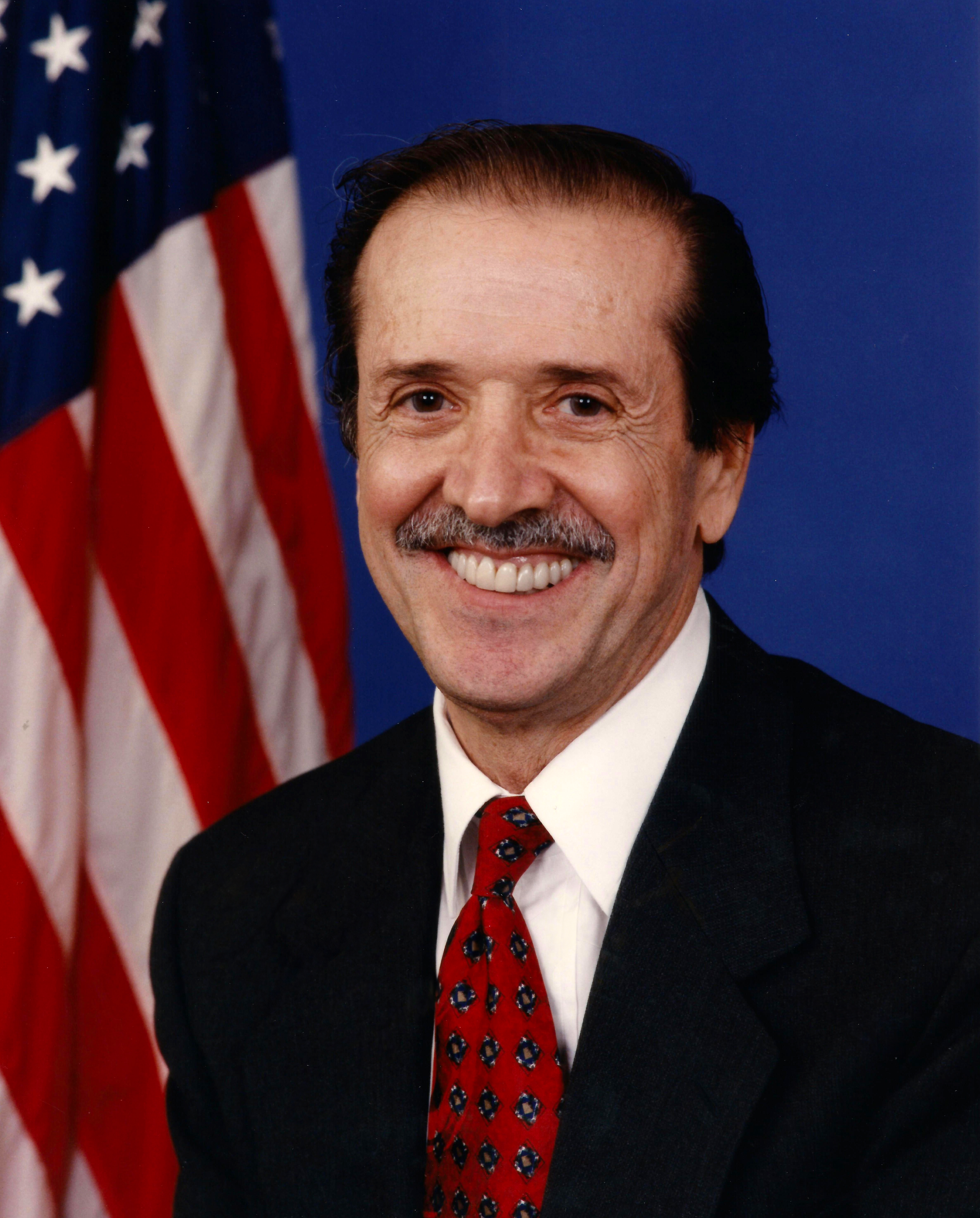
El álbum estaba dedicado al músico Sonny Bono, exmarido y compañero musical de Cher, que había fallecido el 5 de enero de 1998 en un accidente de esquí.

Cher comenzó a trabajar en Believe en el verano de 1998 en Londres, reuniéndose con los productores Mark Taylor y Brian Rawling, quienes habían trabajado previamente con Dickins; los productores adicionales incluían a Todd Terry («Taxi Taxi») y Junior Vasquez, quien originalmente había trabajado en «Dov'è l'amore», pero cuando envió su versión desde Nueva York, fue rechazada por Dickins, quien decidió en su lugar dar la producción de la pista a Taylor y Rawling también. Cher también trabajó con su colaboradora de larga data Diane Warren (quien escribió «Takin' Back My Heart») y realizó versiones de dos canciones: «The Power» (Amy Grant) y «Love Is the Groove» (Betsy Cook). Además, decidió incluir un remix de su sencillo de 1988 «We All Sleep Alone» de su álbum Cher de 1987.
El sencillo «Believe» fue originalmente escrito solo por Brian Higgins, Matt Gray, Stuart McLennen y Tim Powell, y circuló en Warner Bros. como un demo no deseado durante meses. Mark Taylor dijo: «A todos les encantaba el coro, pero no el resto de la canción; como ya estábamos escribiendo otras canciones para Cher, Rob nos pidió si podíamos arreglarla. Dos de nuestros escritores, Steve Torch y Paul Barry, se involucraron y posteriormente crearon una canción completa con la que Rob y Cher estaban contentos».

## Lanzamiento y promoción

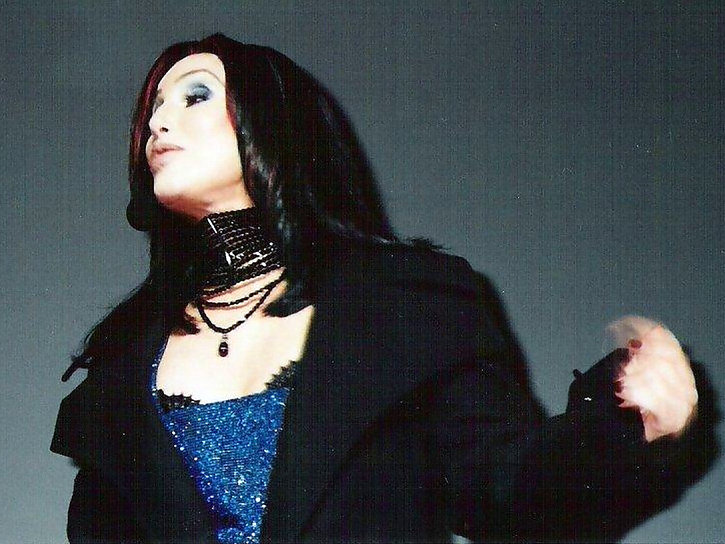
Cher interpretando «Believe» en el programa Miracle on 34th Street de WKTU en Nueva York el 11 de diciembre de 1998.

Believe se lanzó por primera vez en Francia el 22 de octubre de 1998, en el Reino Unido el 26 de octubre de 1998 y en los Estados Unidos el 10 de noviembre de 1998. El álbum se lanzó posteriormente en Japón el 23 de diciembre de 1998, con dos pistas adicionales exclusivas para Japón: «Believe» (Club 69 Future Mix) y «Believe» (Xenomania Mix).
Para promover el álbum, Cher realizó varias apariciones televisivas y presentaciones en vivo de los sencillos del álbum. El 17 de octubre de 1998, debutó «Believe» en el club nocturno Heaven en Londres, Inglaterra, y en The National Lottery Show. «Believe» también se presentó siete veces en Top of the Pops y en los Premios Brit de 1999 (16 de febrero de 1999) en el Reino Unido, en Kultnacht y Top of the Pops en Alemania (1998), en ¿Qué apostamos? en España (6 de noviembre de 1998), en The Rosie O'Donnell Show (17 de noviembre), en The Late Show with David Letterman (18 de noviembre), en los 26.ª edición de los American Music Awards (11 de enero de 1999) en los Estados Unidos y en el Festival de la Canción de Sanremo de 1999 en Italia (23 de febrero de 1999), entre otros. «Strong Enough» se cantó por primera vez en Top of the Pops (3 de marzo de 1999) en el Reino Unido, en los Echo Music Prize (4 de marzo) en Alemania y en Tapis Rouge (13 de marzo de 1999) en Francia. «Believe» y «Strong Enough» también se cantaron en los World Music Awards de 1999 en Monte Carlo el 5 de mayo de 1999. «All or Nothing» se interpretó en Top of the Pops (11 de junio de 1999) mientras que «Dov'è l'Amore» se presentó en The National Lottery Show en el Reino Unido.
Cher interpretó «Believe», «The Power», «All or Nothing», «Strong Enough», «Dov'è l'Amore» y «Love Is the Groove» en la gira Do You Believe?, su cuarta gira de conciertos, que promovió Believe. Comenzó el 16 de junio de 1999 y fue la primera gira de Cher en siete años. La gira recibió críticas positivas, fue un éxito comercial y agotó entradas en todas las ciudades estadounidenses donde se presentó, reuniendo a una audiencia global de más de 1.5 millones. Su especial de televisión, Cher: Live in Concert – From the MGM Grand in Las Vegas (1999), fue el programa original de HBO con mayor audiencia en 1998–99, registrando una calificación de 9.0 entre adultos de 18 a 49 años y una calificación de 13.0 en el universo de HBO de aproximadamente 33 millones de hogares. Su VHS/DVD Live in Concert se lanzó en todas las regiones en diciembre de 1999.

## Lista de canciones
| Lista de canciones |                        |                                                                                          |          |  |
| N.º                | Título                 | Escritor(es)                                                                             | Duración |  |
| 1.                 | «Believe»              | Brian Higgins, Stuart McLennen, Paul Barry, Steven Torch, Matthew Gray y Timothy Powell. | 4:01     |  |
| 2.                 | «The Power»            | Tommy Sims y Judson Spence.                                                              | 3:56     |  |
| 3.                 | «Runaway»              | Mark Taylor y Paul Barry.                                                                | 4:46     |  |
| 4.                 | «All or Nothing»       | Mark Taylor y Paul Barry.                                                                | 3:58     |  |
| 5.                 | «Strong Enough»        | Mark Taylor y Paul Barry.                                                                | 3:46     |  |
| 6.                 | «Dov'è l'amore»        | Mark Taylor y Paul Barry.                                                                | 4:18     |  |
| 7.                 | «Takin' Back My Heart» | Diane Warren.                                                                            | 4:32     |  |
| 8.                 | «Taxi Taxi»            | Todd Terry, Mark Jordan.                                                                 | 5:04     |  |
| 9.                 | «Love Is the Groove»   | Betsy Cook, Bruce Woolley.                                                               | 4:31     |  |
| 10.                | «We All Sleep Alone»   | Desmond Child, Jon Bon Jovi, Richie Sambora.                                             | 5:10     |  |

| Edición especial para Japón y Australia |                                     |                                                                                          |          |  |
| N.º                                     | Título                              | Escritor(es)                                                                             | Duración |  |
| 11.                                     | «Believe» (Club 69 Future Full Mix) | Brian Higgins, Stuart McLennen, Paul Barry, Steven Torch, Matthew Gray y Timothy Powell. | 9:20     |  |
| 12.                                     | «Believe» (Xenomania Mix)           | Brian Higgins, Stuart McLennen, Paul Barry, Steven Torch, Matthew Gray y Timothy Powell. | 4:20     |  |

## Créditos y personal
Créditos para Believe adaptado de Allmusic.
| - Tracy Ackerman – Coros - Chris Anderson – Piano - Ryan Art – Diseño - Kevyn Aucoin – Make-up - Paul Barry – Compositor, Coro - Jeffrey Bernstein – Programación - Winston Blissett – Bajo - Jon Bon Jovi – Compositor, productor - Johan Brunkvist – Teclados - Colleen Callaghan – Estilista - Cher – Artista Principal - Desmond Child – compositor, productor - Betsy Cook – compositor - Rob Dickins – Productor ejecutivo - Ada Dyer – Coros - Humberto Gatica – Mezcla - Marc Goodman – Ingeniero - Marlon Graves – Guitarra - Matthias Heilbronn – Edición, Programación - Brian Higgins – compositor - Sylvia Mason-James – Coro - Mark Jordan – Compositor - Bill Klatt – Ingeniero | - Michael Lavine – Fotógrafo - Eddie Martinez – Guitarra - P. Dennis Mitchell – Mezcla - Adam Phillips – Guitarra - Timothy Powell – Compositor - Brian Rawling – Productor - Antoinette Roberson – Coro - Tom Salta – Teclados, programación - Richie Sambora – Compositor, Productor - Tommy Sims – Compositor - Robin Smith – Arreglos de cuerda - Judson Spence – Compositor - Hamish Stewart – Coros - Jeff Taylor – Producción adicional, risas, ingeniero de producción, re-mezclando - Mark Taylor – Compositor, guitarra, teclados, mezcla, productor, programación, arreglos de cuerda - Todd Terry – Compositor, Productor - Junior Vasquez – Productor - Diane Warren – Compositor - Audrey Wheeler – Coro - James Williams – Coro - Bruce Woolley – Compositor |

## Posicionamiento en listas

### Semanales
| Alemania       | Media Control Charts              | 1 |
| Australia      | ARIA Charts                       | 2 |
| Austria        | Ö3 Austria Top 40                 | 1 |
| Bélgica        | Ultratop 50 (Flandes)             | 3 |
| Bélgica        | Ultratop 50 (Valonia)             | 3 |
| Canadá         | Canadian Albums Chart             | 2 |
| Dinamarca      | Tracklisten                       | 1 |
| Estados Unidos | Billboard 200                     | 4 |
| Finlandia      | Yleisradio                        | 1 |
| Francia        | Syndicat National de La France    | 1 |
| Hungría        | Mahasz                            | 1 |
| Italia         | FIMI                              | 6 |
| Noruega        | VG-lista                          | 1 |
| Nueva Zelanda  | RIANZ                             | 1 |
| Países Bajos   | MegaCharts                        | 7 |
| Portugal       | Associação Fonográfica Portuguesa | 1 |
| España         | Top 50 Álbumes                    | 1 |
| Reino Unido    | UK Albums Chart                   | 7 |
| Suecia         | Sverigetopplistan                 | 2 |
| Suiza          | Swiss Music Charts                | 2 |
| Unión Europea  | European Top 100 Albums           | 1 |

### Anuales
| País           | Lista                          | Mejor posición |      |      |      |      |      |
| 1998           | 1998                           | 1998           | 1998 | 1998 | 1998 | 1998 | 1998 |
| -------------- | ------------------------------ | -------------- | ---- | ---- | ---- | ---- | ---- |
| Austria        | Ö3 Austria Top 40              | 32             |      |      |      |      |      |
| Suecia         | Sverigetopplistan              | 36             |      |      |      |      |      |
| 1999           |                                |                |      |      |      |      |      |
| Alemania       | Media Control Charts           | 1              |      |      |      |      |      |
| Australia      | ARIA Charts                    | 23             |      |      |      |      |      |
| Austria        | Ö3 Austria Top 40              | 3              |      |      |      |      |      |
| Bélgica        | Ultratop 50 (Flandes)          | 10             |      |      |      |      |      |
| Bélgica        | Ultratop 50 (Valonia)          | 11             |      |      |      |      |      |
| Canadá         | Canadian Albums Chart          | 6              |      |      |      |      |      |
| Dinamarca      | Tracklisten                    | 2              |      |      |      |      |      |
| Estados Unidos | Billboard 200                  | 17             |      |      |      |      |      |
| Francia        | Syndicat National de La France | 17             |      |      |      |      |      |
| Italia         | FIMI                           | 20             |      |      |      |      |      |
| Países Bajos   | MegaCharts                     | 20             |      |      |      |      |      |
| Suecia         | Sverigetopplistan              | 19             |      |      |      |      |      |
| Suiza          | Swiss Music Charts             | 9              |      |      |      |      |      |
| Unión Europea  | European Albums Chart          | 1              |      |      |      |      |      |
| 2000           |                                |                |      |      |      |      |      |
| Finlandia      | Yleisradio                     | 86             |      |      |      |      |      |

### Deceniales
| Austria | Ö3 Austria Top 401 | 43 |

### Históricas
| País   | Lista             | Mejor posición |
| ------ | ----------------- | -------------- |
| Suecia | Sverigetopplistan | 81             |

## Certificaciones
Certificaciones obtenidas por Believe
| País            | Organismo certificador | Certificación | Simbolización | Ventas certificadas |
| --------------- | ---------------------- | ------------- | ------------- | ------------------- |
| Alemania        | BVMI                   | Diamante      | 20▲           | 2 500 000           |
| Argentina       | CAPIF                  | 10x Platino   | 10▲           | 900 000             |
| Australia       | ARIA                   | 10× Platino   | 10▲           | 1 500 000           |
| Austria         | IFPI — Austria         | 8x Platino    | 8▲            | 500 000             |
| Bélgica         | BEA                    | 8x Platino    | 8▲            | 500 000             |
| Canadá          | Music Canada           | 10× Platino   | 10▲           | 1 000 000           |
| Chile           | IFPI – Chile           | Oro           | ●             | 10 000              |
| Colombia        | ASINCOL                | Oro           | ●             | 30 000              |
| Corea del Sur   | RIAK                   | 8x Platino    | 8▲            | 800 000             |
| Dinamarca       | IFPI – Dinamarca       | 5× Platino    | 5▲            | 250 000             |
| España          | AFYVE                  | 8× Platino    | 8▲            | 800 000             |
| Estados Unidos  | RIAA                   | 9× Platino    | 9▲            | 9 000 000           |
| Finlandia       | Musiikkituottajat      | Oro           | ●             | 32 682              |
| Francia         | SNEP                   | Platino       | ▲             | 555 300             |
| Grecia          | IFPI – Grecia          | Oro           | ●             | 10 000              |
| Hungría         | Mahasz                 | Platino       | ▲             | 20 000              |
| Indonesia       | ASIR                   | Oro           | ●             | 25 000              |
| Irlanda         | IRMA                   | 3× Platino    | 3▲            | 45 000              |
| Italia          | FIMI                   | 6× Platino    | 6▲            | 600 000             |
| Israel          | IFPI – Israel          | Oro           | ●             | 20 000              |
| Japón           | RIAJ                   | Oro           | ●             | 100 000             |
| Malasia         | RIM                    | Oro           | ●             | 15 000              |
| México          | AMPROFON               | 5× Oro        | 5●            | 500 000             |
| Nueva Zelanda   | RIANZ                  | 2× Platino    | 2▲            | 30 000              |
| Noruega         | IFPI – Noruega         | Platino       | ▲             | 50 000              |
| Polonia         | ZPAV                   | Platino       | ▲             | 100 000             |
| Portugal        | AFP                    | 2× Platino    | 2▲            | 80 000              |
| Reino Unido     | BPI                    | 9× Platino    | 9▲            | 3 600 000           |
| República Checa | IFPI – República Checa | Oro           | ●             | 5 000               |
| Singapur        | RIAS                   | Oro           | ●             | 7 500               |
| Sudáfrica       | RiSA                   | Oro           | ●             | 25 000              |
| Suecia          | GLF                    | 3× Platino    | 3▲            | 240 000             |
| Suiza           | IFPI – Suiza           | 5× Platino    | 5▲            | 300 000             |
| Tailandia       | TECA                   | Platino       | ▲             | 20 000              |
| Taiwán          | RIT                    | Platino       | ▲             | 15 000              |
| Turquía         | Mü-YAP                 | 3× Platino    | 3▲            | 300 000             |
| Europa          | IFPI                   | 18× Platino   | 18▲           | 18 000 000          |

## Historial de lanzamiento
| País            | Fecha                   | Formato                      | Discográfica |
| --------------- | ----------------------- | ---------------------------- | ------------ |
| Francia         | 22 de octubre de 1998   | Edición regular              | WEA          |
| Reino Unido     | 26 de octubre de 1998   | Edición regular              | WEA          |
| Alemania        | 2 de noviembre de 1998  | Edición regular              | WEA          |
| Canadá          | 4 de noviembre de 1998  | Edición regular              | WEA          |
| Estados Unidos  | 10 de noviembre de 1998 | Edición regular              | Warner Bros. |
| Australia Japón | 23 de febrero de 1999   | Edición especial para Japón1 | WEA          |

1Contiene la edición regular del álbum más dos canciones adicionales. La versión japonesa también fue distribuida en Australia.